# Championnat d'Océanie de football des moins de 20 ans 1990
Navigation
Fidji 1988 Tahiti 1992
Le championnat d'Océanie de football des moins de 20 ans 1990 est la huitième édition du championnat de l'OFC des moins de 20 ans qui a eu lieu aux îles Fidji en septembre 1990. L'équipe d'Australie, tenante du trophée depuis 1982, remet une nouvelle fois son titre en jeu. Le vainqueur obtient une qualification pour le barrage intercontinental face à l'équipe d'Israël afin d'obtenir une place pour la prochaine Coupe du monde des moins de 20 ans, qui aura lieu au Portugal en 1991.

## Équipes participantes
- Fidji - Organisateur
- Australie - Tenant du titre
- Tahiti
- Vanuatu
- Nouvelle-Zélande

## Résultats
Les 5 équipes participantes sont réparties en une poule unique où chaque équipe rencontre ses adversaires une fois. À l'issue des rencontres, le premier de la poule se qualifie pour le barrage intercontinental.
|   | Équipe           | Pts | J | G | N | P | BP | BC | Diff |
| - | ---------------- | --- | - | - | - | - | -- | -- | ---- |
| 1 | Australie        | 8   | 4 | 4 | 0 | 0 | 22 | 0  | +22  |
| 2 | Nouvelle-Zélande | 4   | 4 | 2 | 0 | 2 | 5  | 9  | -4   |
| 3 | Vanuatu          | 4   | 4 | 2 | 0 | 2 | 4  | 10 | -6   |
| 4 | Tahiti           | 3   | 4 | 1 | 1 | 2 | 3  | 10 | -7   |
| 5 | Fidji            | 1   | 4 | 0 | 1 | 3 | 2  | 7  | -9   |

| Septembre 1990 | Australie        | 6 | 0 | Nouvelle-Zélande |
|                | Vanuatu          | 2 | 1 | Tahiti           |
|                | Australie        | 6 | 0 | Vanuatu          |
|                | Nouvelle-Zélande | 2 | 1 | Fidji            |
|                | Australie        | 7 | 0 | Tahiti           |
|                | Nouvelle-Zélande | 0 | 1 | Tahiti           |
|                | Australie        | 3 | 0 | Fidji            |
|                | Vanuatu          | 3 | 1 | Fidji            |
|                | Nouvelle-Zélande | 3 | 1 | Vanuatu          |
|                | Tahiti           | 1 | 1 | Fidji            |

- L'Australie se qualifie pour le barrage intercontinental.

## Barrage intercontinental
L'Australie retrouve l'équipe d'Israël en barrage. Les 2 sélections s'affrontent en 2 matchs, disputés à Sydney mais les rencontres sont considérés comme des matchs aller-retour (Israël "reçoit" lors du second match).
| 6 mars 1991 | Australie | 0 - 1 | Israël | Sydney |  |
|             |           |       |        |        |  |

| 9 mars 1991 | Israël | 1 - 2 | Australie | Sydney |  |
|             |        |       |           |        |  |

L'Australie se qualifie pour la Coupe du monde au Portugal au bénéfice des buts marqués à l'extérieur.

## Sources et liens externes
- (en) Feuilles de matchs et infos sur RSSSF